# 210
| [ Edytuj tabelę ] |                            |
| Cesarz Chin       | - 189 Han Xiandi 220       |
| Władca Korei      | - 197 Sansang 227          |
| Papież            | - 199 Zefiryn 217          |
| Król Partów       | - 208 Wologazes VI 228     |
| Cesarz Rzymu      | - 193 Septymiusz Sewer 211 |

Rok 210 / CCX
stulecia: II wiek ~
III wiek ~
IV wiek

lata: 200 «
205 «
206 «
207 «
208 «
209 «
210
» 211
» 212
» 213
» 214
» 215
» 220

## Urodzili się
- Deksippos, ateński mówca (zm. 273).
- Emilian, cesarz rzymski (zm. 253).
- Ruan Ji, chiński poeta i konfucjanista (zm. 263).

## Zmarli
- Liu Hong, chiński astronom (ur. 129).